# Citroën C25

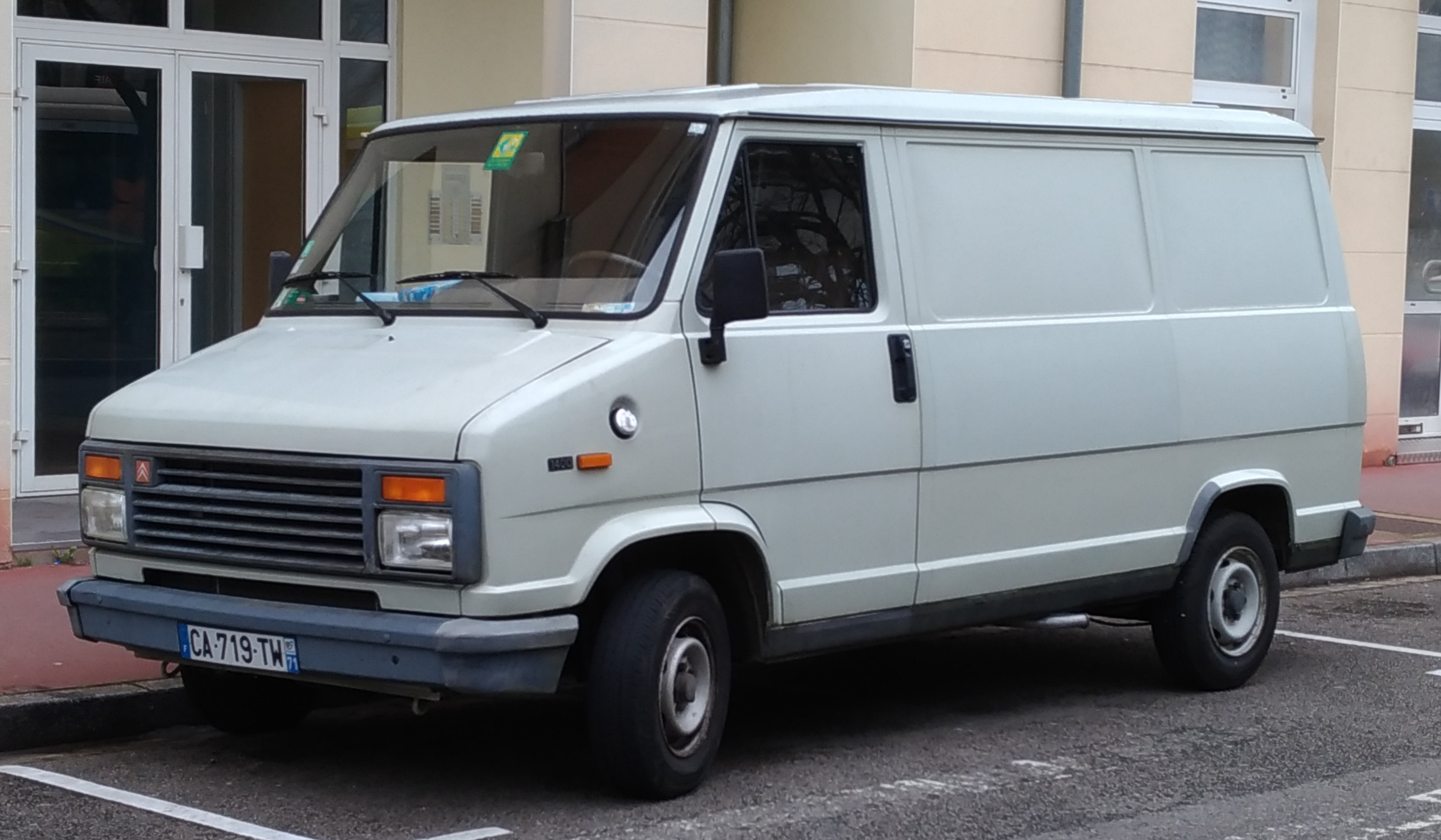
Citroën C25

Citroën C25 är en lätt lastbil tillverkad av den franska biltillverkaren Citroën.
C25:an tillverkades av Sevel Süd från 1981 till 1993.